# 无千肥蛛
无千肥蛛（学名：Larinia nolabelia）为园蛛科肥蛛属的动物。在中国大陆，分布于等地。该物种的模式产地在中国。